# 上甑町中野
上甑町中野（かみこしきちょうなかの）は、鹿児島県薩摩川内市の大字。旧薩摩国甑島郡甑島郷中野村、甑島郡上甑村大字中野、薩摩郡上甑村大字中野。郵便番号は896-1202。人口は40人、世帯数は25世帯（2020年10月1日現在）。「上甑村郷土誌」によると1977年（昭和52年）時点での面積は3.27km2である。

## 地理
薩摩半島の西部に浮かぶ甑島列島北部の上甑島の中央部に位置している。字域の南方には上甑町江石、西方には上甑町中甑に接しており、それ以外は里町里に接している。
中津川流域にある農村地帯であり、川沿いの平地に田畑があり、山裾に人家がある。
字域内の垣内には中野の村社である厳島神社がある。厳島神社は平家の落人により平家の氏神である安芸国廿日市（現在の広島県廿日市市）の厳島神社を勧請し創建されたものであるとされており、当初は弁財天と称していたが、明治期に厳島神社に改称している。
また、字域の中部を鹿児島県道348号桑之浦里港線が東西に通り、北部を鹿児島県道352号瀬上里線が通っている。

### 自然公園・自然保護地区
2015年（平成27年）3月16日に甑島列島の区域を対象とした国定公園として「甑島国定公園」が指定された。集落を除いてほぼ全域が国定公園の区域に含まれており、2015年（平成27年）3月16日の鹿児島県告示「甑島国定公園区域内における特別地域の指定」により一部が特別地域に指定された。

### 小字
『角川日本地名大辞典』によると上甑町中野の小字は以下のとおりである。
橋ケ迫、遠目木、椎ノ森、滝ノ元、木ノ田ヶ迫、倉谷、木ノ口、尾崎、梶原、垣内、小段、古田、橋ノ上、薬師田、池平、鳥越、奥渡、永畠、中町、古門、橋ノ元、竹ノ元、平尾、村ノ上、石田、（穴かんむりに隹と鳥）田

## 歴史

### 中野村の成立
旧上甑村の区域で最も早くに人が住み着いた場所であると言われており、垣内は中世に開墾された開墾地とされる。
中野という地名自体は江戸期より見え、薩摩国甑島郡甑島郷（外城）のうちの中野村であった。村高は「三州御治世要覧」では93石余、「旧高旧領取調帳」では107石余であった。
江戸時代の測量家である伊能忠敬が著した「九州東海辺沿海村順」によれば「上甑村」として掲載されており、家数は64であると記載されている。

### 町村制施行以後
1889年（明治22年）に町村制が施行されたのに伴い、上甑島及び中甑島の全域にあたる中甑村、中野村、江石村、平良村、小島村、瀬上村、桑之浦村、里村の区域より上甑村が成立し、それまでの中野村の区域は上甑村の大字「中野」となった。
2004年（平成16年）10月12日に上甑村が川内市、東郷町、入来町、祁答院町、樋脇町、鹿島村、下甑村、里村と新設合併し薩摩川内市が設置された。この市町村合併に伴い設置された法定合併協議会において大字名については「従前の村名を町名とし、これを従前の大字名冠したものをもって、大字とする」と協定され、旧村名である「上甑村」の村を町に置換え、従前の大字名である中野に冠することとなった。合併当日の10月12日に鹿児島県の告示である「 字の名称の変更」が鹿児島県公報に掲載された。この告示の規定に基づき即日名称の変更が行われ、大字名が「中野」から薩摩川内市の大字「上甑町中野」に改称された。

## 文化財

### 国指定
- ヘゴ自生北限地帯（天然記念物）
熱帯・亜熱帯において自生するシダ植物の一種であるヘゴの自生の北限地域にあたる[20]。1926年（大正15年）10月27日に国指定の天然記念物となった[21]。中野のほかに下甑町青瀬、里町里、南さつま市笠沙町、肝属郡南大隅町、肝付町も北限地域として国指定の天然記念物に指定されている[20]。

## 施設

### 公共
- 中野地区集会所

### 寺社
- 厳島神社

## 人口
以下の表は国勢調査による小地域集計が開始された1995年以降の人口の推移である。
| 年                 | 人口 |
| ------------------ | ---- |
| 1995年（平成7年）  | 92   |
| 2000年（平成12年） | 84   |
| 2005年（平成17年） | 57   |
| 2010年（平成22年） | 64   |
| 2015年（平成27年） | 47   |
| 2020年（令和2年）  | 40   |

## 交通

### 道路
一般県道
- 鹿児島県道348号桑之浦里港線
- 鹿児島県道352号瀬上里線

### バス
コミュニティバスである「甑かのこゆりバス」が運行されている。里町里の里港から上甑町中甑を経て下甑町手打の手打港までを結ぶ路線が運行されており、中野の区域にあるバス停は2020年（令和2年）現在以下のとおりである。
- こしき縦貫バス（里港 - 手打港）
  - 中野